# تپه اسفرورین
تپه اسفرورین مربوط به دوران‌های تاریخی پیش از اسلام است و در استان قزوین، مرکز شهر اسفرورین واقع شده و این اثر در تاریخ ۲۵ اسفند ۱۳۷۸ با شمارهٔ ثبت ۲۶۲۹ به‌عنوان یکی از آثار ملی ایران به ثبت رسیده است.
تپه اسفرورین در خیابان تربیت بدنی اسفرورین جنب سالن ورزشی ولایت اسفرورین واقع شده است.

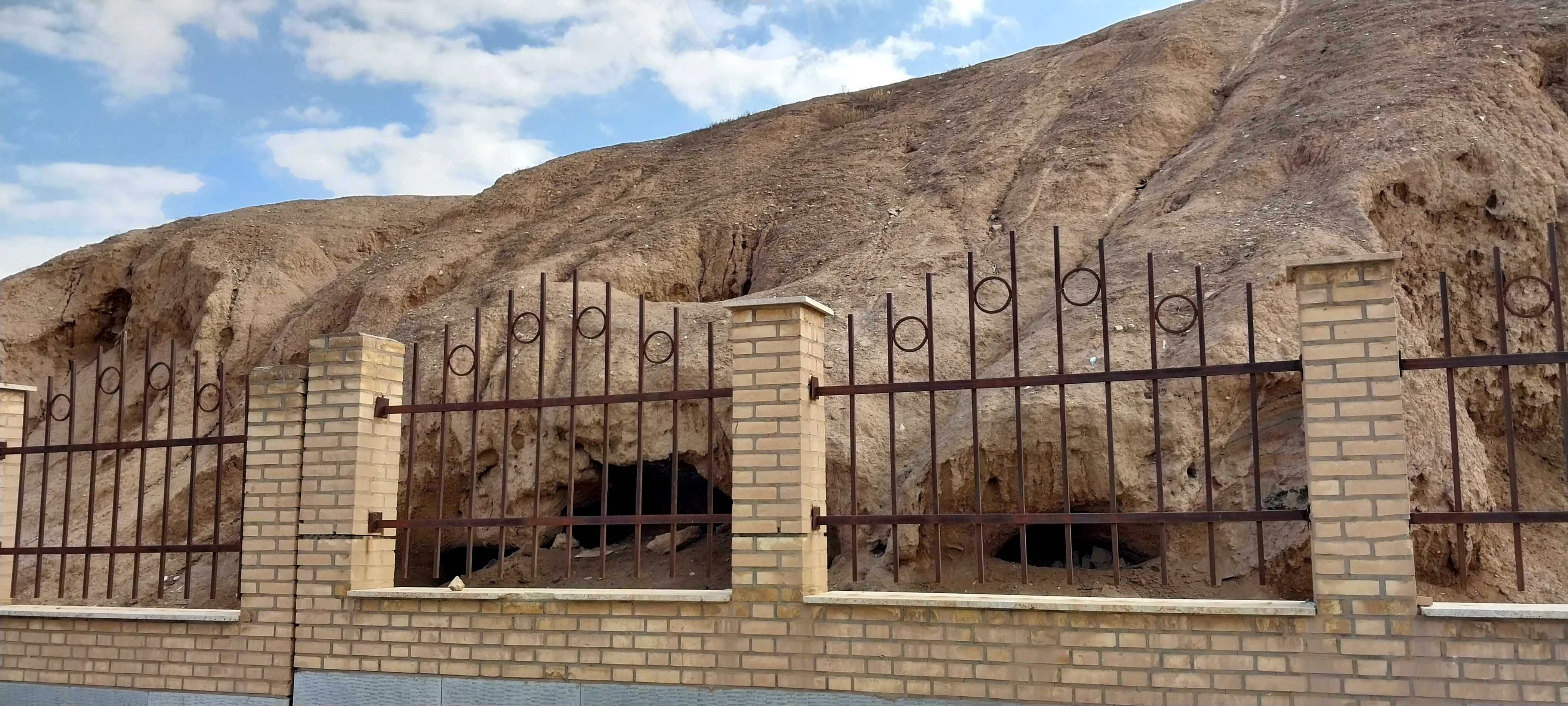

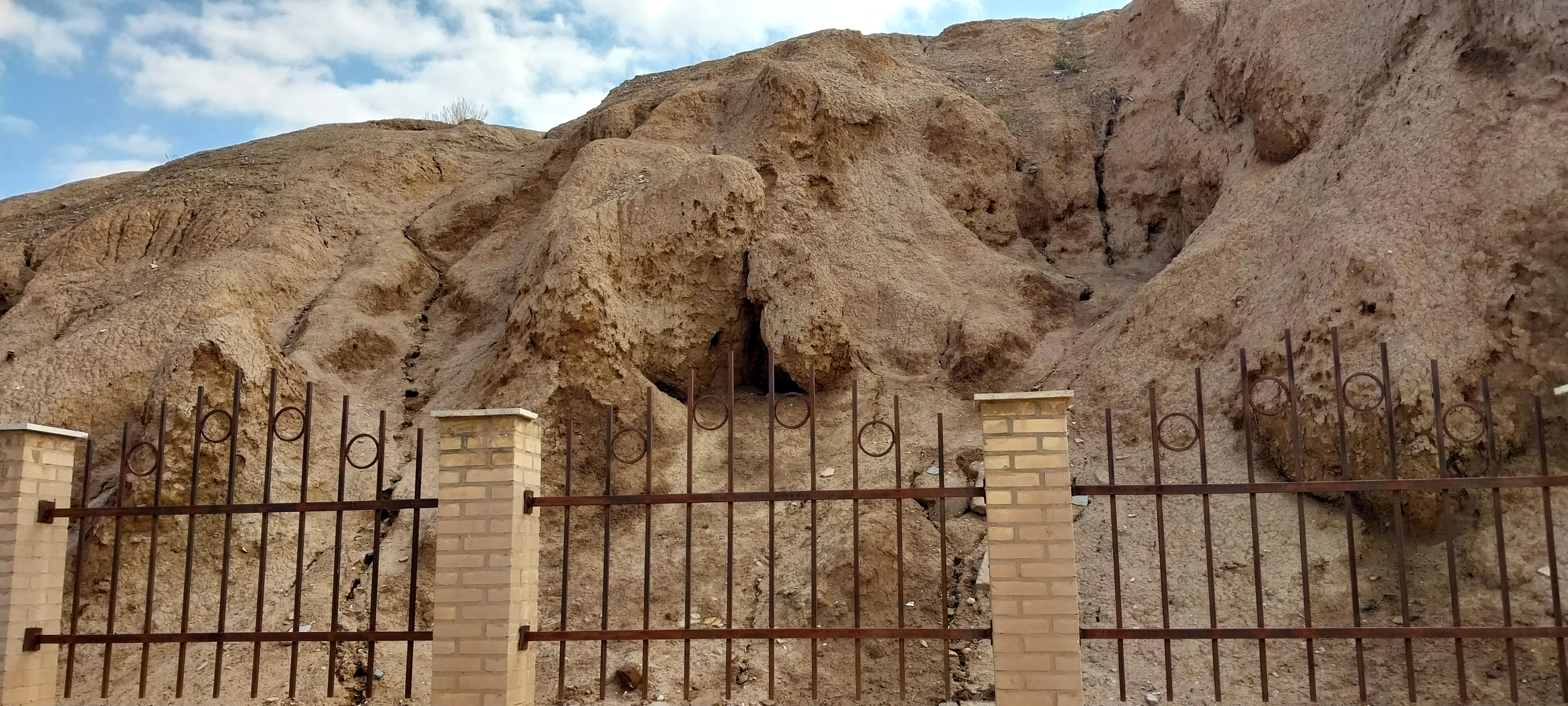

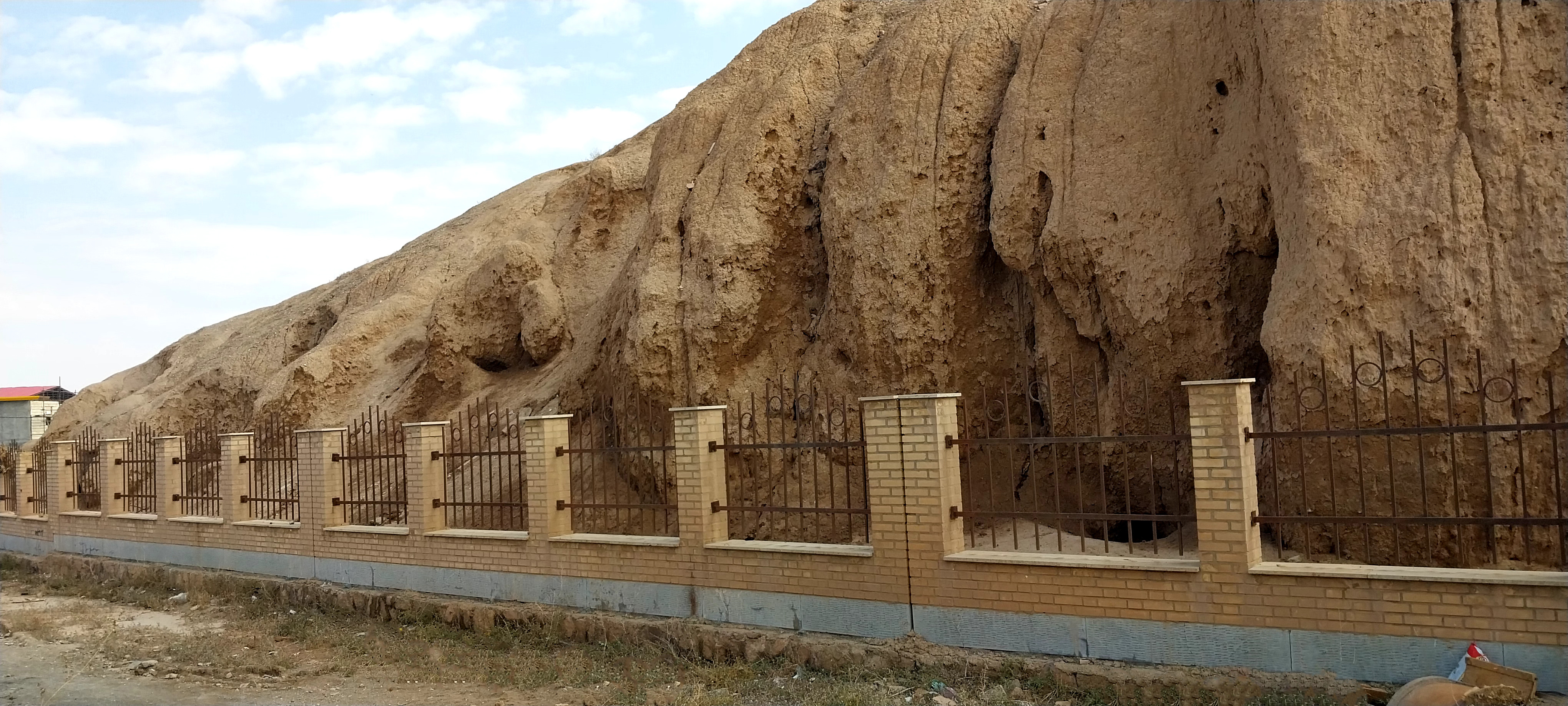

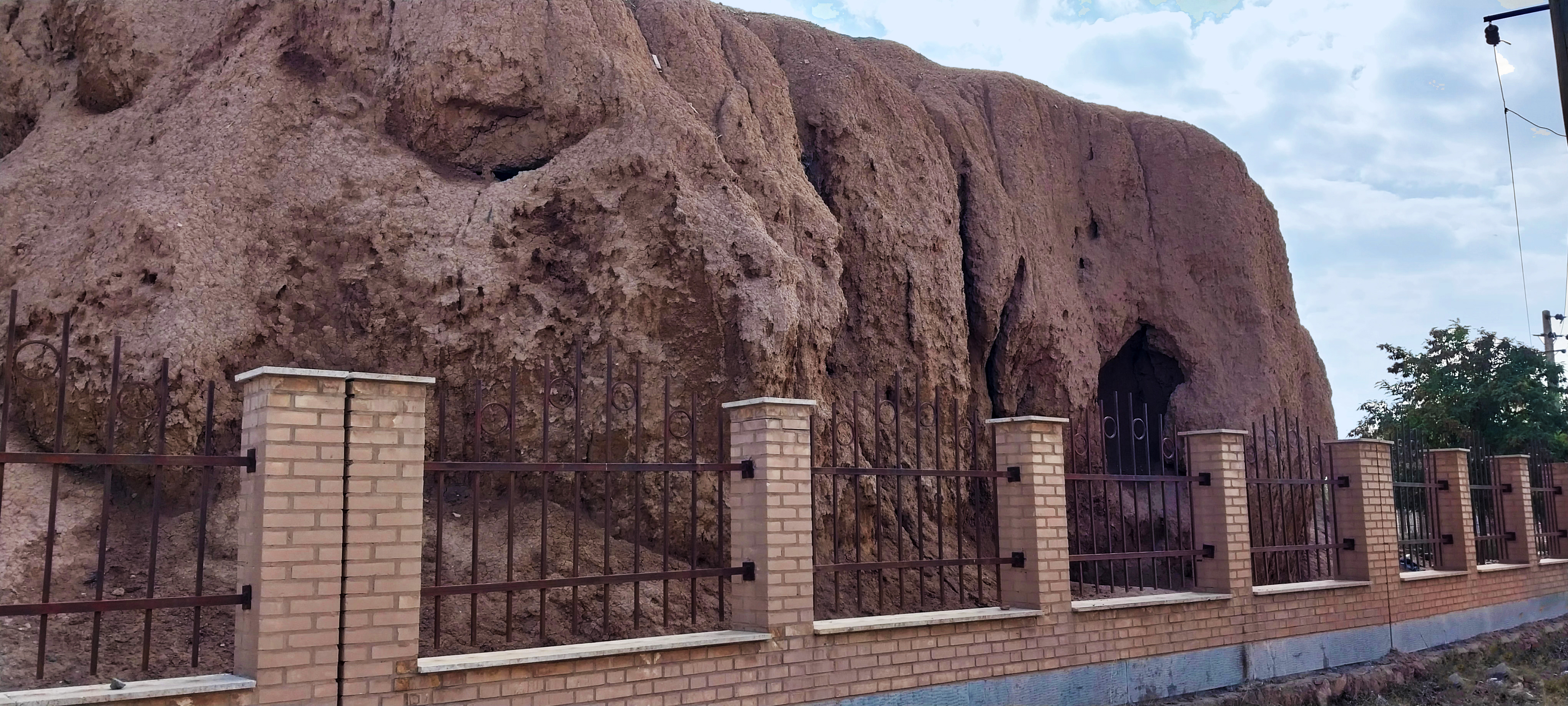

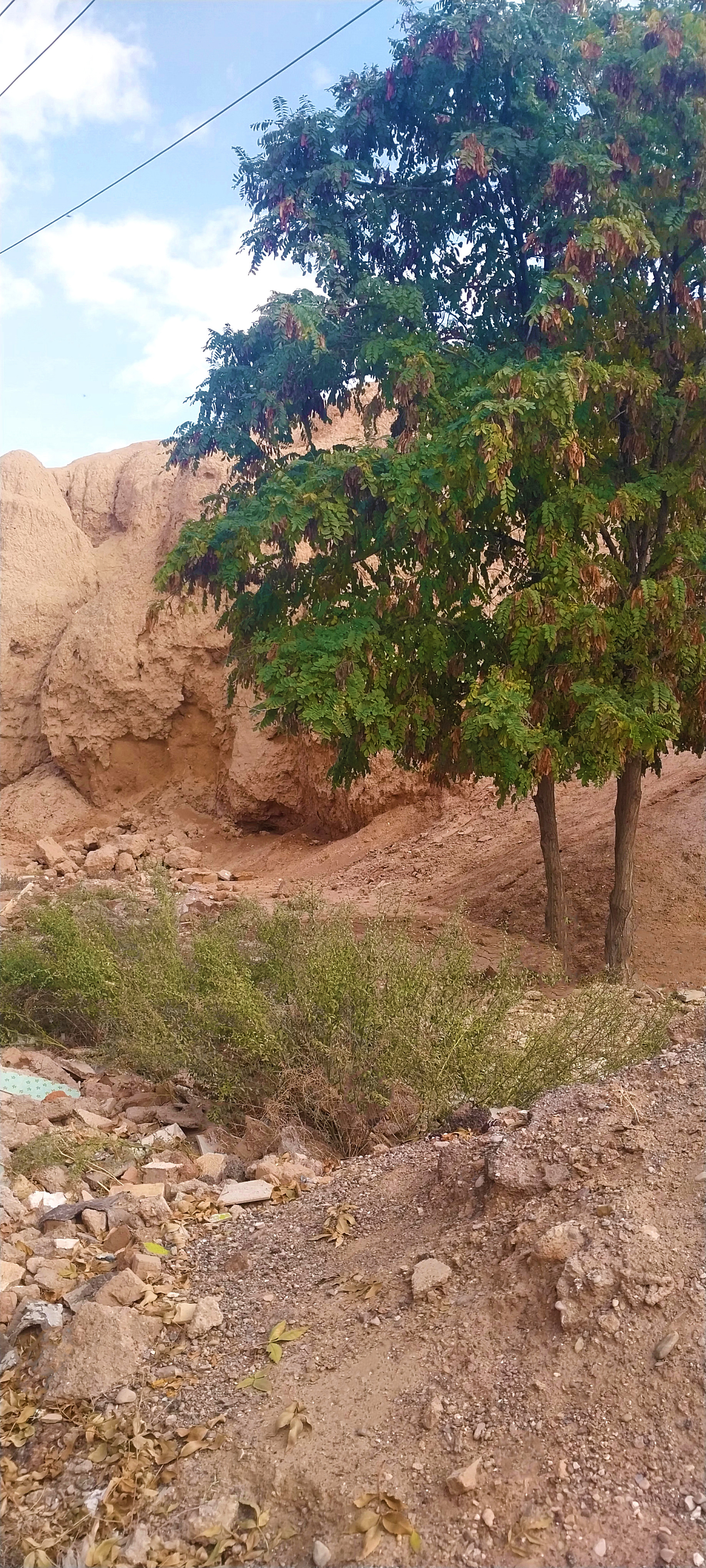

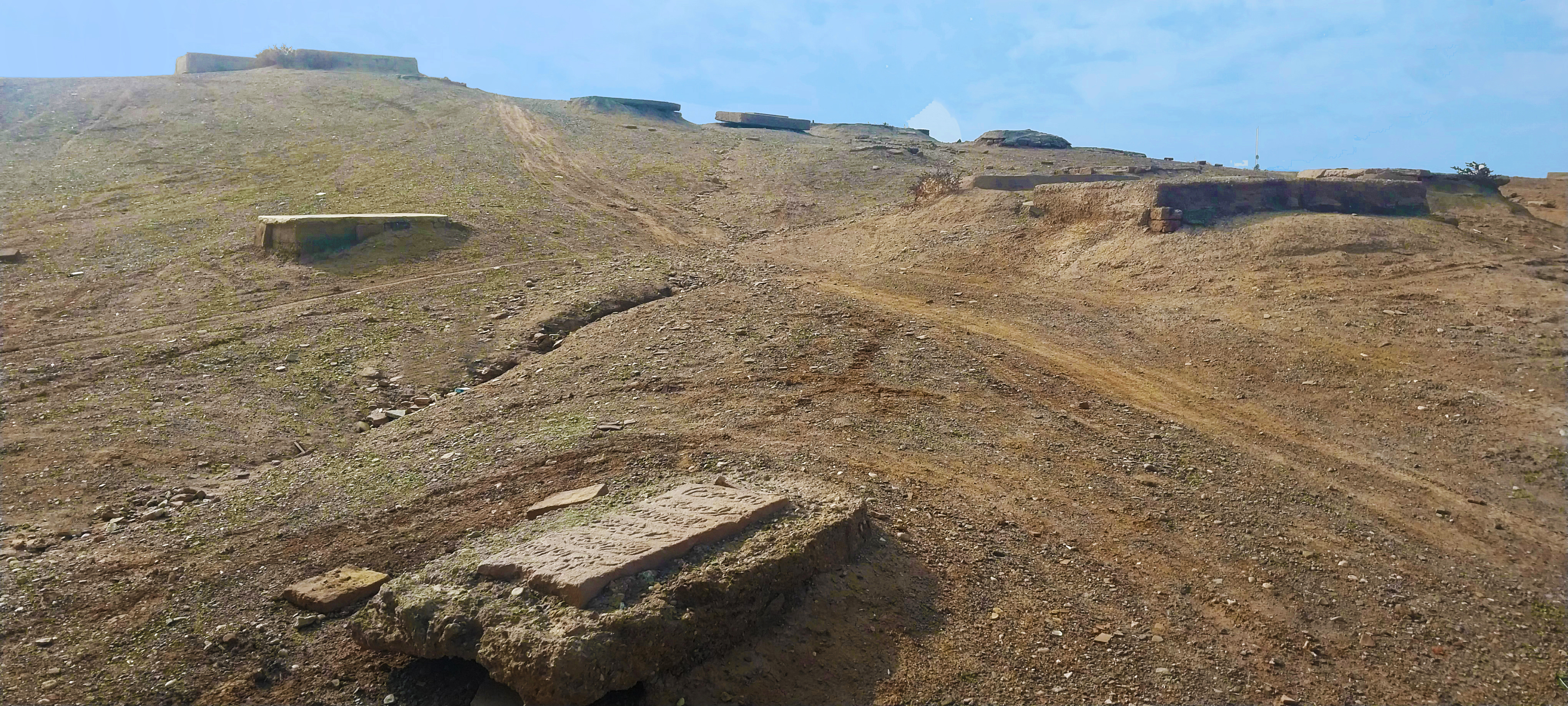

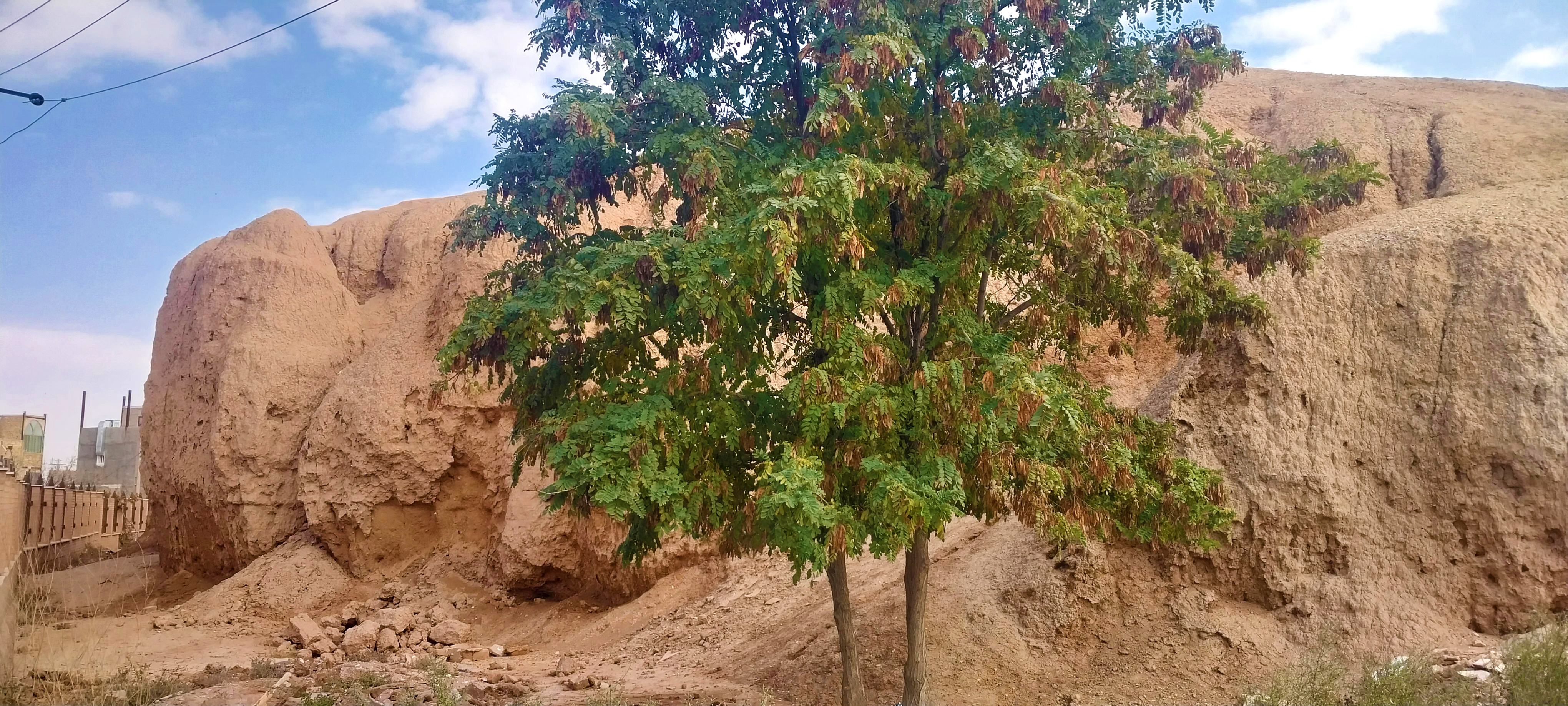

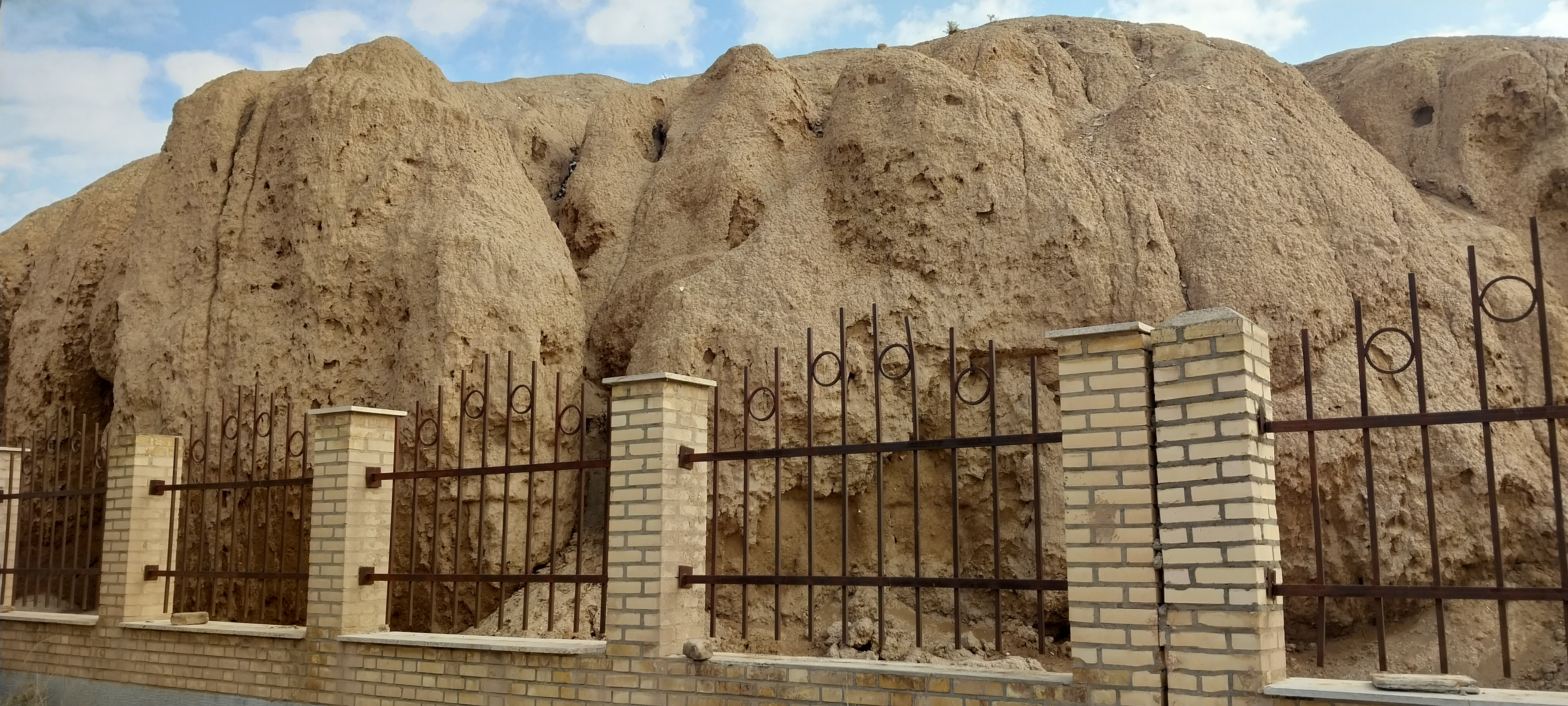